# كهف ويري لافا

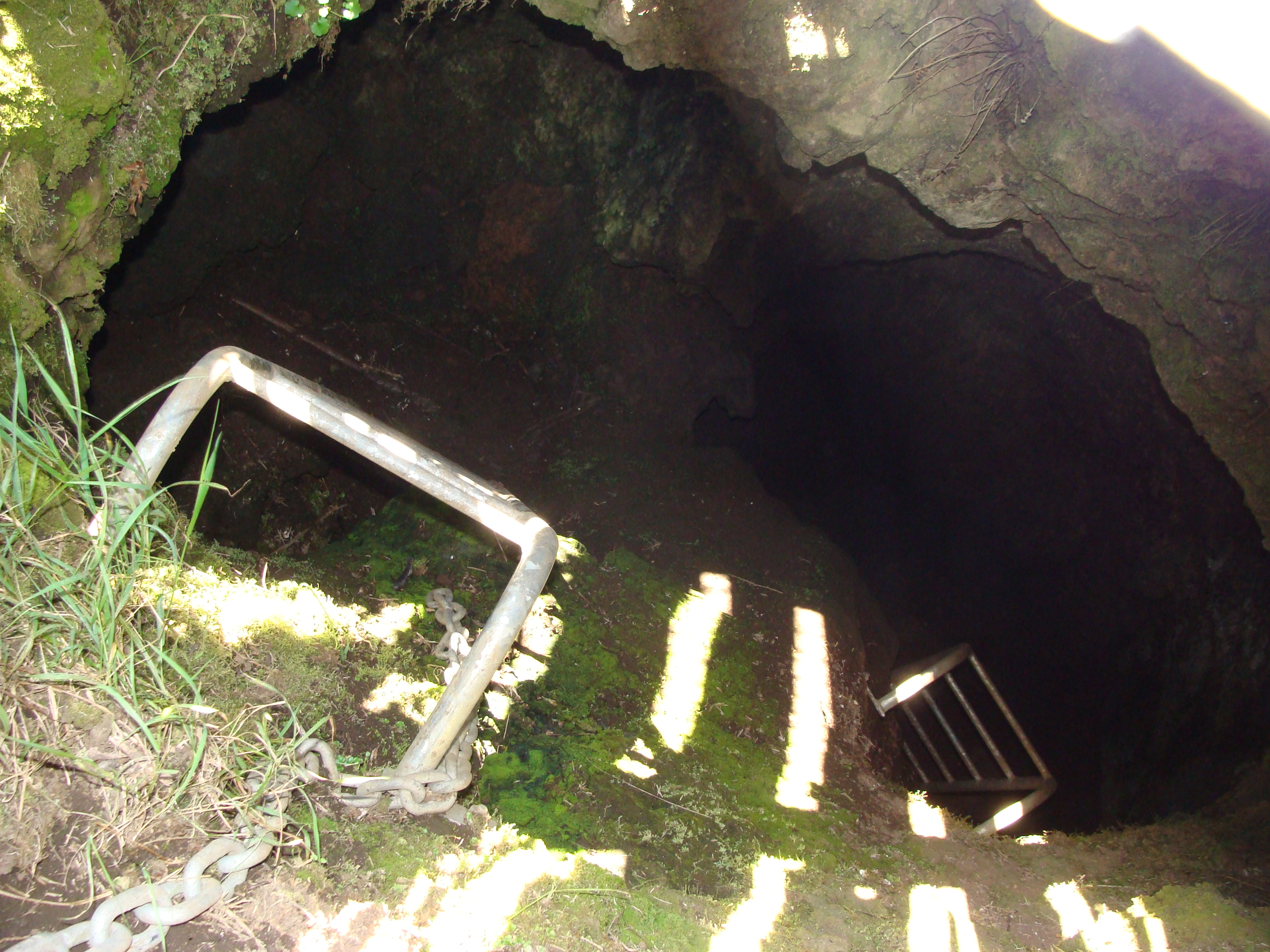
مدخل كهف ويري لافا.

كهف ويري لافا هو أطول كهف حمم معروف في أوكلاند على بعد حوالي 290 مترًا. إنه جزء من بركان ماتوكوتورورو (جبل ويري) في حقل أوكلاند البركاني. نظرًا لكونه يحتوي على هوابط نادرة من الحمم البركانية، فقد اكتسب الكهف شهرة دولية. مدخل الكهف مغلق والدخول عن طريق التصريح فقط.
الكهف يصل إلى حوالي 3.6-7.6م، وصولاً إلى حوالي 0.2-1.1م، ويقع على بعد حوالي 4 متر (13 قدم) أسفل طريق محطة ويري.

## روابط خارجية
- View of Wiri cave interior.
- 2014 views